# Mike Dunn (snooker)
Pour les articles homonymes, voir Dunn.
Mike Dunn, né le 20 novembre 1971 à Middlesbrough en Angleterre, est un joueur anglais professionnel de snooker.
Il passe professionnel en 1991 et se classe régulièrement dans le top 64 du classement mondial depuis 2002. En octobre 2010, Dunn atteint la 32e place du classement, sa plus élevée en carrière. Il connaît néanmoins sa meilleure période au cours de l'année 2013 en atteignant les demi-finales à l'Open de Chine, son meilleur résultat dans un tournoi classé, et les quarts de finale à l'Open de la Ruhr.

## Carrière
Sa carrière professionnelle débute en 1991. En 1997, Mike Dunn est relégué du circuit principal et dispute dès lors le circuit britannique où il connaît de bons résultats qui lui permettent de se qualifier de nouveau sur le circuit professionnel pour l'année 1998. Dunn met beaucoup de temps avant de révéler son potentiel. En effet, il ne se qualifie pour son premier tournoi majeur qu'après sept années de carrière professionnelle, à l'occasion de l'Open du pays de Galles en 1999. Au cours de ce tournoi, il passe un tour en dominant Mark King, alors 17e joueur mondial, mais est éliminé par Alain Robidoux 5-1.
Débutant la saison 1999-2000 classé 134e, Dunn parvient à terminer l'année 2000 à la 93e place du classement mondial, notamment grâce à une place de seizième de finaliste obtenue lors du Masters de Thaïlande la même année.
En 2002, Mike Dunn se qualifie pour la première fois au championnat du monde après avoir accumulé une série de cinq victoires en qualifications. Son parcours s'arrête toutefois d'entrée du grand tableau, défait par le no 6 mondial Matthew Stevens sur le score de 10 manches à 6. Il s'agit de son unique qualification pour ce tournoi.
Lors des prochaines saisons, le meilleur résultat de Dunn reste une demi-finale au championnat Benson & Hedges, un tournoi de catégorie non-classée. En 2005, il avance aussi jusqu'en huitièmes de finale de la Coupe de Malte pour la toute première fois. Il y bat Leo Fernandez, Michael Judge, Marco Fu, l'invité local Simon Zammit et David Gray (balayant ce dernier 5-0) avant de perdre 5-3 face à Matthew Stevens. Ayant commencé la saison 2004-2005 classé à la 53e place du classement mondial, il redescend no 54 en fin de saison, terminant pour la première fois une saison sur une courbe descendante au classement.
Au championnat du Royaume-Uni 2006, Dunn défait Jamie Jones, Mark Davis et James Wattana pour parvenir aux seizièmes de finale, mais il est lourdement battu par le renaissant Ken Doherty, perdant 9-1 face à l'Irlandais.
En octobre 2010, Dunn apparaît brièvement à la 32e place mondiale, son meilleur classement jamais atteint. L'année d'après, au tournoi de qualifications pour le Masters d'Allemagne, il réalise un break maximum de 147, son premier, mais par-dessus tout son seul dans une compétition reconnue. Cette même année, il atteint son premier quart de finale dans un tournoi comptant pour le classement mondial (tournoi classé) au Shoot-Out.
Dunn réalise de loin son meilleur résultat pendant l'année 2014, au cours de l'Open de Chine, où il rallie les demi-finales en battant Mark Selby, le no 1 mondial en quarts de finale. Il est lourdement battu par le Chinois Ding Junhui 6 manches à 0. Cela reste sa seule demi-finale d'un tournoi classé.
Dunn dispute la demi-finale de l'Open de la Ruhr en décembre 2015, un tournoi classé mineur. C'est en partie grâce à cette performance qu'il doit sa qualification à l'épreuve finale qui a lieu en fin de saison 2015-2016. Là encore, Dunn fait entendre parler de lui, il se hisse jusqu'en quarts de finale en dominant au second tour le Gallois Ryan Day, 4-2.
Dunn réitère ce succès en novembre 2017, à l'occasion de l'Open d'Irlande du Nord, éliminant Matthew Stevens, Michael Holt et Joe Perry pour atteindre les quarts de finale. Il s'incline contre le Gallois Mark Williams, largement dominé par 5 manches à 1.

## Vie personnelle
Dunn vit aujourd'hui à Redcar dans le comté de Cleveland.